# Roque Pro Alonso
Roque Pro Alonso   (Salamanca, 2 de juny de 1912 - Madrid, 28 de gener de 1983) fou un militar i polític franquista espanyol.
Llicenciat en Dret, va optar per la carrera militar. Va combatre al costat de l'exèrcit de Francisco Franco a la Guerra civil espanyola, incorporant-se després a la División Azul. Amb rang de Coronel d'Artilleria, va ser docent a l'Acadèmia d'Artilleria i va ingressar al cos tècnic de Secretaris Sindicals. També va tenir una carrera política: Va ser Vicesecretari Nacional d'Ordenació Administrativa de la Delegació Nacional de Sindicats (1952-1967), Secretari Nacional del Sindicat Vertical (maig de 1956 - juliol de 1957) i inspector-assessor del mateix Sindicat (1957 - 1962). Va exercir el càrrec de Vicepresident de la Comissió de Treball de les Corts Espanyoles i va ocupar la Direcció General de Radiotelevisió espanyola entre el 20 de juliol de 1962 i el 22 de febrer de 1964. Posteriorment va exercir activitats en el sector privat, accedint, entre el 19 de juny 1964 i 1974 a la Presidència del Consell d'Administració del Banc Rural i Mediterrani.